# Iögonfallande konsumtion
Iögonfallande konsumtion eller statuskonsumtion är konsumtion som framför allt är ägnad att väcka omvärldens uppmärksamhet, i syftet att upprätthålla social status.
Begreppet introducerades av den norsk-amerikanska ekonomen Thorstein Veblen i boken The Theory of the Leisure Class (1899), där han anser att den är typisk för de nyrika.
Eftersom social status är en positionsvara med begränsat utbud kan det uppstå externa effekter där priset i iögonfallande konsumtion ökar med antal konsumenter.